# Inevitable Tour
Inevitable Tour es la primera gira musical del cantante mexicano Samo, hecha para promover su álbum debut Inevitable. La gira comenzó el 10 de septiembre de 2013 en el Teatro del Pueblo de Mineral de la Reforma, Hidalgo, México.
El 26 de abril de 2015 se realizó el último concierto como parte de este tour, las fechas en Argentina fueron reprogramadas para el mes de septiembre, esto dio inicio a la gira promocional Me quito el sombrero Tour.

## Antecedentes y presentaciones
El 5 de junio de 2013 Samo sube junto con el hashtag #InevitableTour una foto y coloca «Preparando el show para ustedes. Nos vemos en cada país, en cada ciudad». El 26 de agosto de 2013, Samo anuncia vía Twitter que la gira del álbum, iniciaría el 10 de septiembre de 2013 en el Hidalgo, México.
El 10 de septiembre de 2013 sube, en su Twitter oficial, fotos y videos de los ensayos previos al show. El 3 de septiembre de 2013, luego de su aparición en el reality show Idol Puerto Rico se anuncia su presentación en el concierto Noche de Estrellas Fidelity que se llevara a cabo el 25 de octubre de 2013 en San Juan, Puerto Rico.
El 4 de septiembre de 2013 se confirma su participación en las Fiestas de octubre llevadas a cabo en Jalisco, México. El 3 de octubre de 2013 se confirma la primera presentación de Samo en Estados Unidos. Se llevará a cabo un concierto titulado Vivelo con Samo organizado por la radio Amor 93.1 en Stage 48, Nueva York. En octubre de 2013 se anunció que formaría parte de la quinta edición del Tulum Fashion 2013 llevado a cabo en Tulum, México.
El 10 de febrero de 2014, Samo comenzó una gira por México, informó que visitaría catorce ciudades, siendo Ixtapaluca, la primera en presentar su show acústico. Las presentaciones serán llevadas a cabo en los establecimientos de Plaza Sendero de cada ciudad, sobre su presentación en Mérida comentó «Aunque ya había venido en otras ocasiones sólo y con Camila, esta vez pude sentir una  conexión mayor con el público, me encanta el cariño de los yucatecos, es de esos momentos que se agradecen y lugares a donde siempre quiero volver [...] La energía que me transmitieron, estuvo increíble y espero que me inviten a regresar pronto».
El 20 de marzo de 2015 se comenzó la segunda fase del tour, incluyendo las primeras fechas en Argentina y Paraguay, donde se presenta por primera vez.

## Banda y artistas invitados
A continuación la banda que acompaña al cantante en su tour:
- Harry Portillo - Piano y dirección musical
- Kike Escalante - Batería
- César Huesca - Guitarra eléctrica
- Aldo Núñez - Bajo
- Paolo Stefanoni - Coro y guitarra acústica

Artistas invitados
- Carlos Rivera (3 de enero de 2014) (tema «Tan sólo pido» y «Sólo tú»)
- Juan Fernando Velasco (13 de febrero de 2015) (tema «El aguacate»)[14]

Apertura
- Janann Velasco (13 de febrero de 2015, Portoviejo, Ecuador)[14]
- Sr. Smith (Sudamérica y México)[15]

## Recepción

### Crítica
El diario mexicano El Informador mostró su agrado por el concierto otorgado por Samo el 30 de octubre de 2013 en Guadalajara. Luego de dar una descripción detallada del show y de su repertorio, argumentó que el cantante reunió alrededor de tres mil seguidores los cuales «cantaron a todo pulmón viejos y nuevos temas», finalmente agregó «Inevitable fue la canción que dio inicio a la noche en la cual el cantante apareció en escena junto a cuatro bailarines, todos portando el sombrero que tanto ha caracterizado al cantante a través de su carrera». Al comentar sobre su interpretación en Acapulco, Eduardo Gutiérrez Segura del periódico Milenio opinó que el cantante eligió un «setlist que fue la perfecta combinación entre la naciente carrera como solista del intérprete y su paso por uno de los tríos musicales más exitosos de nuestro país».
Pilar Muñoz, del periódico Milenio, comentó posterior al concierto de León que el artista «deleitó los oídos de los asistentes que aunque fueron pocos disfrutaron de la velada», agregando además que los «asistentes hacían llamadas por celular y hacían ‘duetos’ con el cantautor para que sus enamorados se deleitaran con un ‘pedacito’ de canción». Arminda Oviedo, de El Diario de Coahuila, reseñó que el cantante causó furor en el concierto acústico que brindó en la ciudad de Saltillo, comentando además que «el público, en su mayoría jóvenes, esperaban ansiosos el arribo del cantante. Los gritos ensordecedores se escucharon cuando finalmente pisó el escenario e interpretó el tema "Inevitable". Los asistentes desde el primer tema le hicieron coros», finalmente agregó que el público «quedó complacido con la actuación de Samo, quien se llevó de recuerdo el cariño del público saltillense». Aurelio Pérez, del periódico Zócalo Saltillo comentó, sobre el concierto acústico que brindó en la ciudad de Saltillo, que el «ex vocalista del popular trío se presentó en Plaza Sendero, donde luego de ofrecer un ovacionado showcase, firmó decenas de discos y se tomó fotos con sus seguidores».
El periódico Correo argumentó, sobre la presentación del cantante en Salamanca, que «hizo vibrar al público femenino de Salamanca durante su presentación en el Teatro del Pueblo», agregando finalmente que «encendió las gargantas de cientos de jovencitas que hicieron vibrar a gritos el escenario. La presentación de Samo fue el motivo perfecto para que cientos de jovencitas sacaran lo mejor de su voz y corearan  y bailaran la mayor parte de los temas».
El diario Ecuador dio una descripción detallada sobre la presentación de Samo en Portoviejo, finalmente comentó que el cantante «emocionó al público manabita» y aseguró que le cantó al amor.

## Repertorio
| Inevitable Tour |
| --- |
| Setlist 1 1. Apertura 2. Inevitable 3. Peligro 4. Mientes 5. Todo cambió 6. Doy un paso atrás 7. Tan sólo pido 8. Bésame 9. El que fue 10. Sólo por amor 11. ¿De qué me sirve la vida? 12. Yo quiero 13. Lejos de tu alma 14. Y no llueven lágrimas 15. Aléjate de mí 16. Coleccionista de canciones 17. Sin ti 18. Un nuevo sol 19. Encerramento: Inevitable Setlist 2 1. Apertura 2. Inevitable 3. Peligro 4. Mientes 5. Todo cambió 6. Doy un paso atrás 7. Abrázame 8. Sólo por amor 9. Yo quiero 10. Y no llueven lágrimas 11. ¿De qué me sirve la vida? 12. Lejos de tu alma 13. Coleccionista de canciones 14. Sin ti 15. Un nuevo sol 16. Encerramento: Inevitable |

## Fechas
| Data                            | Ciudad                        | País           | Local                                      | Tipo / Observación                 |
| ------------------------------- | ----------------------------- | -------------- | ------------------------------------------ | ---------------------------------- |
| Inevitable Tour - primera fase  |                               |                |                                            |                                    |
| América del Norte               |                               |                |                                            |                                    |
| 10 de septiembre de 2013        | Hidalgo                       | México         | Teatro del Pueblo de Mineral de la Reforma | Inicio del Tour.                   |
| 25 de septiembre de 2013        | Guanajuato                    | México         | Plazuela de San Roque                      | Show acústico.                     |
| 2 de octubre de 2013            | Saltillo                      | México         | Parque las Maravillas                      | Viva la Radio.                     |
| 3 de octubre de 2013            | Hermosillo                    | México         | EXPOFORUM                                  | Festival de Las Estrellas de Amor. |
| 24 de octubre de 2013           | Nueva York                    | Estados Unidos | Stage 48                                   | Vivelo con Samo                    |
| 25 de octubre de 2013           | Puerto Rico                   | Puerto Rico    | Coliseo de Puerto Rico José Miguel Agrelot | Noche de Estrellas Fidelity        |
| 30 de octubre de 2013           | Jalisco                       | México         | Auditorio "Benito Juárez"                  |                                    |
| 8 de noviembre de 2013          | Toluca                        | México         | Municipio de Metepec                       | Classico Toluca                    |
| 13 de noviembre de 2013         | México, D.F.                  | México         | Voilá Antara                               | Vivo 40                            |
| 15 de noviembre de 2013         | Tulum                         | México         | Hotel Zenserenity                          | Tulum Fashion 2013                 |
| 19 de noviembre de 2013         | Torreón                       | México         | Parque de Béisbol Revolución               | Hits FM Multimedios                |
| 20 de noviembre de 2013         | Mérida                        | México         | Jardín Carta Clara                         | Evento 40                          |
| 21 de noviembre de 2013         | Guadalajara                   | México         | Auditorio Benito Juárez                    | Festival de las Estrellas de Amor. |
| 26 de noviembre de 2013         | Veracruz                      | México         | Estadio Luis Pirata Fuente                 | EXA Concierto                      |
| 4 de diciembre de 2013          | Acapulco                      | México         | Papa Bills                                 | Exa Party                          |
| América Central                 |                               |                |                                            |                                    |
| 7 de diciembre de 2013          | Hatillo                       | Costa Rica     | BN Arena                                   | Teletón                            |
| América del Norte               |                               |                |                                            |                                    |
| 11 de diciembre de 2013         | Monterrey                     | México         | Arena Monterrey                            | Navifest 2013                      |
| 19 de diciembre de 2013         | Tonalá                        | México         | Plaza Marimba                              | Feria de Tonalá                    |
| 3 de enero de 2014              | Acapulco                      | México         | Teatro María Bonita                        | Ferial Imperial de Acapulco        |
| 10 de enero de 2014             | León                          | México         | Palenque de León                           | Feria de León                      |
| 7 de febrero de 2014            | Tapachula                     | México         | Palenque de Gallos                         | Feria Mesoamericana                |
| 10 de febrero de 2014           | Ixtapaluca                    | México         | Plaza Sendero Ixtapaluca                   | Show acústico                      |
| 11 de febrero de 2014           | Mérida                        | México         | Plaza Sendero Mérida                       | Show acústico                      |
| 12 de febrero de 2014           | Pachuca                       | México         | Plaza Q                                    | Show acústico                      |
| 13 de febrero de 2014           | Valle de Chalco               | México         | Plaza Sendero Valle de Chalco              | Show acústico                      |
| 14 de febrero de 2014           | Cuautitlán Izcalli            | México         | Explanada municipal                        |                                    |
| 15 de febrero de 2014           | Toluca                        | México         | Plaza Sendero Toluca                       | Show acústico                      |
| 19 de febrero de 2014           | Ecatepec de Morelos\|Ecatepec | México         | Plaza Sendero Ecatepec                     | Show acústico                      |
| 21 de febrero de 2014           | Acapulco                      | México         | Plaza Sendero Acapulco                     | Show acústico                      |
| 22 de febrero de 2014           | México, D.F.                  | México         | Palacio de los Deportes                    | El Padre de todos los eventos      |
| 24 de febrero de 2014           | Querétaro                     | México         | Plaza Sendero Querétaro                    | Show acústico                      |
| 25 de febrero de 2014           | San Luis Potosí               | México         | Plaza Sendero San Luis Potosí              | Show acústico                      |
| 26 de febrero de 2014           | Saltillo                      | México         | Plaza Sendero Saltillo                     | Show acústico                      |
| 27 de febrero de 2014           | Apodaca                       | México         | Plaza Sendero Apodacada                    | Show acústico                      |
| 28 de febrero de 2014           | Matamoros                     | México         | Plaza Sendero Matamoros                    | Show acústico                      |
| 1 de marzo de 2014              | Reynosa                       | México         | Plaza Sendero Reynosa                      | Show acústico                      |
| 14 de marzo de 2014             | Guadalajara                   | México         | Mambocafé Guadalajara                      |                                    |
| 18 de marzo de 2014             | Minatitlán                    | México         | Unidad deportiva Benito Juárez             | Carnaval Minatitlán 2014           |
| 19 de marzo de 2014             | Monterrey                     | México         | Arena Monterrey                            |                                    |
| 26 de marzo de 2014             | San Diego                     | Estados Unidos | House of Blues                             |                                    |
| América central                 |                               |                |                                            |                                    |
| 29 de marzo de 2014             | Panamá                        | Panamá         | Figali Convention Center                   | Xpo Music                          |
| América del Norte               |                               |                |                                            |                                    |
| 10 de abril de 2014             | Texcoco                       | México         | Palenque de Texcoco                        |                                    |
| 11 de abril de 2014             | Martínez de la Torre          | México         | Palenque de Martínez                       |                                    |
| 18 de abril de 2014             | Xicotepec                     | México         | Teatro del Pueblo                          |                                    |
| 20 de abril de 2014             | Tampico                       | México         | Teatro del Pueblo                          |                                    |
| 23 de abril de 2014             | Salamanca                     | México         | Teatro del Pueblo                          |                                    |
| 30 de abril de 2014             | Pénjamo                       | México         | Teatro del Pueblo                          |                                    |
| 2 de mayo de 2014               | Aguascalientes                | México         | Foro de las estrellas                      |                                    |
| 3 de mayo de 2014               | Loma Bonita                   | México         | Teatro del Pueblo                          |                                    |
| 7 de mayo de 2014               | Puebla                        | México         | Foro Artístico Puebla                      |                                    |
| América central                 |                               |                |                                            |                                    |
| 16 de mayo de 2014              | San Salvador                  | El Salvador    | Foro 5 de TCS                              | Teletón 2014                       |
| América del norte               |                               |                |                                            |                                    |
| 18 de mayo de 2014              | Chihuahua                     | México         | Teatro de Pueblo                           | Feria Internacional Santa Rita     |
| 22 de mayo de 2014              | México, D.F.                  | México         | Estadio Azteca                             | Evento 40                          |
| 23 de mayo de 2014              | San Juan                      | Puerto Rico    | Coliseo Jose Miguel Agrelot                |                                    |
| 27 de mayo de 2014              | Querétaro                     | México         | Teatro Metropólitan                        | Exa acústico                       |
| 28 de mayo de 2014              | Tijuana                       | México         | Onixeus                                    | Exa acústico                       |
| 29 de mayo de 2014              | Mexicali                      | México         | Torito Antro                               | Exa acústico                       |
| 30 de mayo de 2014              | Ensenada                      | México         | Sala de tintos, bodega Santo Tomás         | Exa acústico                       |
| 13 de junio de 2014             | México, D.F.                  | México         | Rain disco                                 |                                    |
| 30 de julio de 2014             | Durango                       | México         | Recinto ferial Velaria                     |                                    |
| 3 de agosto de 2014             | Comitán                       | México         | Teatro del Pueblo                          |                                    |
| 8 de agosto de 2014             | Zacatlán                      | México         | Recinto ferial                             |                                    |
| 23 de agosto de 2014            | San Luis de la Paz            | México         | Teatro del Pueblo                          | Feria Regional San Luis de la Paz. |
| 6 de septiembre de 2014         | Zacatecas                     | México         | Teatro del Pueblo                          |                                    |
| América del Sur                 |                               |                |                                            |                                    |
| 20 de septiembre de 2014        | Lima                          | Perú           | Estadio Nacional                           | Lima Music Fest                    |
| 1 de diciembre de 2014          | Caracas                       | Venezuela      | Teatro Teresa Carreño                      |                                    |
| 13 de febrero de 2015           | Portoviejo                    | Ecuador        | Centro de eventos "La Esperanza"           |                                    |
| Fin de la primera fase del tour |                               |                |                                            |                                    |
| Inevitable Tour - segunda fase  |                               |                |                                            |                                    |
| América del Norte               |                               |                |                                            |                                    |
| 20 de marzo de 2015             | Lagos de Moreno               | México         | Lienzo Charro Santa María                  |                                    |
| 28 de marzo de 2015             | San Miguel de Allende         | México         | Vínicola Toyan                             | Concierto Amor por los abuelos     |
| 26 de abril de 2015             | Banderilla                    | México         | Teatro de Pueblo                           |                                    |

Cancelaciones y reprogramación de shows
| Data                | Ciudad               | País      | Local                                          | Tipo / Observación                                                                                          |
| ------------------- | -------------------- | --------- | ---------------------------------------------- | --- |
| América del Sur     |                      |           |                                                | |
| 29 de abril de 2015 | Ciudad de Mendoza    | Argentina | Teatro Plaza                                   | Fueron reprogramadas para el mes de septiembre como parte de su gira promocional Me quito el sombrero Tour. |
| 30 de abril de 2015 | Ciudad de Río Cuarto | Argentina | Salón de eventos, sociedad rural de Río Cuarto | Fueron reprogramadas para el mes de septiembre como parte de su gira promocional Me quito el sombrero Tour. |
| 2 de mayo de 2015   | Rosario              | Argentina | Teatro Broadway                                | Fueron reprogramadas para el mes de septiembre como parte de su gira promocional Me quito el sombrero Tour. |
| 3 de mayo de 2015   | Junín                | Argentina | Centro internacional de eventos                | Fueron reprogramadas para el mes de septiembre como parte de su gira promocional Me quito el sombrero Tour. |
| 6 de mayo de 2015   | Buenos Aires         | Argentina | Teatro Ópera                                   | Fueron reprogramadas para el mes de septiembre como parte de su gira promocional Me quito el sombrero Tour. |
| 8 de mayo de 2015   | Asunción             | Paraguay  | Resort Yacht y Golf Club Paraguayo             | Fueron pospuesto por el cantante en primer lugar y luego fueron cancelados por la productora.               |
| 9 de mayo de 2015   | Ciudad del Este      | Paraguay  | Club social                                    | Fueron pospuesto por el cantante en primer lugar y luego fueron cancelados por la productora.               |